# Alexander Abraham
Alexander Abraham (* 14. Juli 1981 in Jerewan, Armenische SSR, Sowjetunion) ist ein ehemaliger Boxer im Halbmittelgewicht armenischer Herkunft. Sein älterer Bruder ist Arthur Abraham.

## Amateur
Alexander Abraham boxte als Amateur für die Boxabteilung des 1. FC Nürnberg und gewann in dieser Zeit im Halbwelter- und Weltergewicht mehrere regionale Meistertitel. Sein größter Erfolg war die Internationale Deutsche Juniorenmeisterschaft im Halbweltergewicht 1997.

## Profi
Im Jahr 2003 wurde er zusammen mit seinem Bruder von Wilfried Sauerland unter Vertrag genommen. Seinen ersten Profikampf gewann er am 22. November 2003 gegen den Tschechen Petr Rykala durch K. o. in der zweiten Runde. Gegen den Senegalesen Sylvain Gomis gelang ihm im April 2005 nur ein Unentschieden. Im Oktober 2008 gewann er gegen den Ukrainer Roman Dzuman den vakanten EBU-EE Titel im Halbmittelgewicht.

## Karriereende
Im Februar 2010 erklärte Abraham im Alter von nur 28 Jahren überraschend seinen Rückzug vom aktiven Boxsport. Er begründete dies mit dem Auftreten unerklärlicher Schwindelgefühle. Obwohl intensive Untersuchungen im Vorfeld keine negativen Ergebnisse erbrachten, stimmte der Stall von Profibox-Promoter Wilfried Sauerland dem Wunsch des Boxers nach einer Vertragsauflösung zu.